# Acolasis sororia
Coenipeta sororia là một loài bướm đêm trong họ Erebidae.